# Stijn Bultman
Stijn Bultman (Raalte, 29 januari 2005) is een Nederlands voetballer die doorgaans speelt als centrale verdediger. In augustus 2023 debuteerde hij voor Heracles Almelo.

## Clubcarrière
Bultman speelde in de jeugd van Rohda Raalte en werd in 2013 opgenomen in de gedeelde jeugdopleiding van FC Twente en Heracles Almelo. In de zomer van 2023 tekende de verdediger zijn eerste professionele contract, bij Heracles. Zijn debuut maakte hij in de tweede speelronde van de Eredivisie, toen in het eigen Erve Asito tegen N.E.C. gespeeld werd. Die club kwam door een treffer van Koki Ogawa op voorsprong, maar doelpunten van Emil Hansson en Anas Ouahim zorgden voor een Almelose zege: 2–1. Bultman moest van coach John Lammers op de reservebank beginnen en hij mocht in de rust invallen voor Sven Sonnenberg.
Bultman raakte in het voorjaar van 2024 geblesseerd aan zijn meniscus. Tijdens zijn blessure tekende hij een nieuw contract, tot medio 2026 met een optie op een jaar extra. De verdediger zou uiteindelijk bijna een jaar uit de roulatie liggen. Bultman zou in het seizoen 2024/25 alleen wedstrijden spelen in het tweede elftal. In de zomer van 2025 huurde De Graafschap de verdediger voor een jaar.

## Clubstatistieken
| Seizoen | Club            | Competitie     | Competitie | Competitie | Beker | Beker | Internationaal | Internationaal | Totaal | Totaal |
| Seizoen | Club            | Competitie     | Wed.       | Dlp.       | Wed.  | Dlp.  | Wed.           | Dlp.           | Wed.   | Dlp.   |
| ------- | --------------- | -------------- | ---------- | ---------- | ----- | ----- | -------------- | -------------- | ------ | ------ |
| 2023/24 | Heracles Almelo | Eredivisie     | 14         | 0          | 0     | 0     | —              | —              | 14     | 0      |
| 2024/25 | Heracles Almelo | Eredivisie     | 0          | 0          | 0     | 0     | —              | —              | 0      | 0      |
| 2025/26 | → De Graafschap | Eerste divisie | 0          | 0          | 0     | 0     | —              | —              | 0      | 0      |
| Totaal  | Totaal          | Totaal         | 14         | 0          | 0     | 0     | 0              | 0              | 14     | 0      |

Bijgewerkt op 29 april 2025.